# 马尔沙斯泰勒
马尔沙斯泰勒（法語：Marchastel，法語發音：[maʁʃastɛl]）是法国康塔尔省的一个市镇，属于圣弗卢尔区。

## 地理
马尔沙斯泰勒（45°16'59"N, 2°43'30"E）面积22.92 平方千米，位于法国奥弗涅-罗讷-阿尔卑斯大区康塔爾省，该省份为法国中南部省份，位于法國中央高原中心，北起科雷兹省、上盧瓦爾省和多姆山省，西接洛特省和科雷兹省，南至阿韦龙省和洛特省，东临上盧瓦爾省和洛泽尔省。
与马尔沙斯泰勒接壤的市镇（或旧市镇、城区）包括：阿普雄、谢拉德、吕加尔德、里永埃斯蒙塔涅、圣阿芒丹、圣萨蒂南。

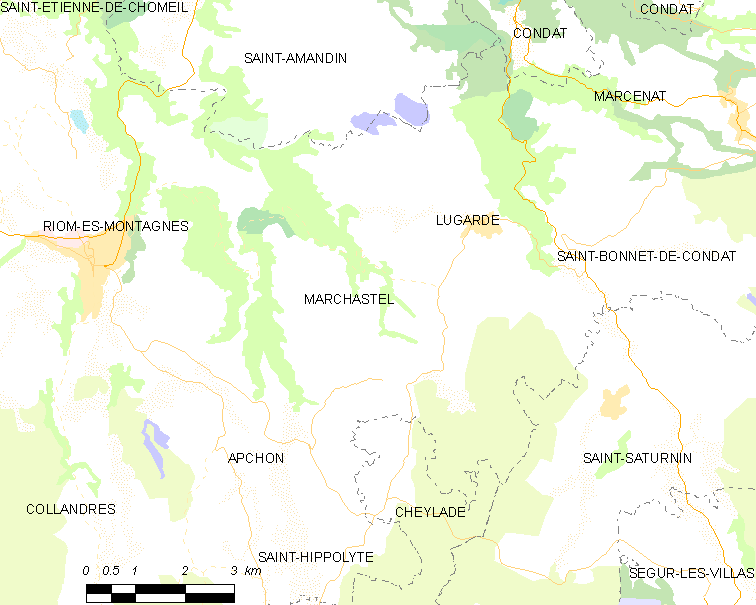
马尔沙斯泰勒的OSM定位图

马尔沙斯泰勒的时区为UTC+01:00、UTC+02:00（夏令时）。

## 行政
马尔沙斯泰勒的邮政编码为15400，INSEE市镇编码为15116。

## 政治
马尔沙斯泰勒所属的省级选区为里永埃斯蒙塔涅县。

## 人口

1962-2008年间马尔沙斯泰勒人口变化图示

马尔沙斯泰勒于2022年1月1日时的人口数量为132人。